# Абдулах Нуман
Абдулах Нуман (Београд, 1950) рођен као Иван Трифуновић, је муфтија србијански и заменик реис-ул-улеме Исламске заједнице Србије. Наследио је Мухамеда Јусуфспахића.

## Биографија
Рођен је у Београду 1950. године у хришћанској породици као Иван Трифуновић. Први контакт са муслиманом имао је 1969. године на Тргу републике у Београду. Са четири пријатеља возом је дошао до Истанбула, а затим даље до Непала. Његови другови су се вратили кући, а он је отишао у Индију где је провео шест месеци. Ислам је примио у Раџастану од великог суфије Мухидина Цистија.
Када се вратио из Индије наишао је на неразумевање породице, а једина која му је била подршка била је позната глумица, а његова тетка Ружица Сокић. Највећу подршку пружио му је тадашњи муфтија србијански Хамдија Јусуфспахић који га је поставио за свог секретара.
Када се 1975. вратио са одслужења војног рока у Загребу, упознао је своју супругу Разију која је у Београд дошла из Мелбурна. Заједно са њом напустио је Београд и преселио се у Мелбурн где је завршио четири факултета: исламске науке, филозофију, социологију и економски менаџмент. Постдипломске студије је завршио на Филозофском факултету у Мелбурну 1982. године са темом „Схватање Бога и Његових Имена и Својстава у Исламској теологији од Хасана ел Басрија до Газалија”, а касније и докторске на тему „Концепт појединца и заједнице у Исламу”.
У јуну 2016. године на седници Врховног сабора Исламске заједнице Србије која је одржана у Новом Пазару разрешен је дужности комплетан ријасет Исламске заједнице Србије на челу са реис-ул-улемом Адемом Зилкићем, као и србијански муфитија Мухамед Јусуфспахић. За новог србијанског муфтију постављен је Абдулах Нуман који би на том месту требало да остане до 2021. године.